# Arnaud Rykner
Arnaud Rykner (19 giugno 1966) è uno scrittore francese.
Romanziere, drammaturgo, regista e saggista francese. Autore di sei romanzi, di una pièce teatrale e di diversi saggi sulla letteratura e il teatro, pubblicati per l'editore José Corti e per Seuil. Dopo aver diretto per molti anni il laboratorio L.L.A. “Lettere, Linguaggi e Arti” presso l'Università di Tolosa, ora insegna all'Università Sorbonne Nouvelle (Parigi). È specializzato nello studio del nouveau roman, dell'opera di Nathalie Sarraute, di cui ha curato diverse edizioni critiche, e di Marguerite Duras. È stato a lungo assistente, drammaturgo e traduttore del regista Claude Régy. È lui stesso regista (in particolare ha messo in scena opere di  Nathalie Sarraute, Dominique Hubin, Maurice Maeterlinck e Bernard-Marie Koltès).

## Biografia
A 22 anni ha pubblicato Théâtre du Nouveau Roman (José Corti, 1988), il suo primo saggio, dedicato alle opere di Robert Pinget, Marguerite Duras e Nathalie Sarraute. Nello stesso anno scrive alcune pagine sull'autrice di L'infanzia e le invia a Denis Roche (direttore di collana presso l'editore Seuil), quest'ultimo gli commissiona un volume sull'autrice permettendo così l'incontro tra la Sarraute e Rykner, e sarà l'inizio di un'amicizia che durerà undici anni. Rykner lavorerà all'edizione completa delle opere di Nathalie Sarraute pubblicata nella Pléiade, dove curerà la sezione teatro. Sarà poi l'autrice di origine russa a presentargli il regista Claude Règy, di cui Rykner conosceva da tempo il lavoro teatrale. Insieme i due inizieranno a ritradurre Chutes di Gregory Motton e Rykner sarà suo assistente per sei anni, prima di iniziare la carriera indipendente.
Il suo primo romanzo, Mon roi et moi, esce nel 1999 e sarà seguito l'anno successivo da Je ne viendrai pas entrambi per l'editore Rouergue. I due libri mescolano i confini tra prosa poetica, onirico e fantastico. I romanzi successivi Blanche e Nur (romanzo dell'amore perduto, finalista alla seconda edizione Prix France-Culture/Télérama. “Testo breve, folgorante, volutamente incantatore, si ascolta mentre si legge” secondo Michel Abescat, di Télérama) e Enfants perdus aprono a una vena più realista, fino ad arrivare a Il vagone (2006) che ci immerge nell'orrore della deportazione, illuminando all'indietro certi angoli profondi delle sue opere precedenti.

### Romanzi
- Mon roi et moi, Éditions du Rouergue, 1999.
- Je ne viendrai pas, Éditions du Rouergue, 2000.
- Blanche, Éditions du Rouergue, 2004.
- Nur, Éditions du Rouergue, 2007.
- Enfants perdus, Éditions du Rouergue, 2009.
- Il vagone, Mondadori, 2012. (ed. orig. Le Wagon, Éditions du Rouergue, 2011 Prix Jeand'heurs).
- La belle image, Éditions du Rouergue, 2013.
- Dans la neige, Éditions du Rouergue, 2016.

### Opere per il teatro
- Pas savoir, Les Solitaires Intempestifs, 2010. Con una prefazione di Claude Régy.
- Dedans Dehors, publie.net, ThTr, 2016. Con una prefazione di Romain Jarry e una postfazione di Arnaud Maïsetti.

### Saggi
- Théâtre du Nouveau Roman : Sarraute, Pinget, Duras, José Corti Éditions, 1988.
- Nathalie Sarraute, Éditions du Seuil, 1991.
- L'envers du théâtre. La dramaturgie du silence, de l'âge classique à Maeterlinck, José Corti Éditions, 1996.
- Maurice Maeterlinck, Éditions Mémini, 1998.
- Paroles perdues, José Corti Éditions, 2000.
- Pans. liberté de l'œuvre et résistance du texte, José Corti Éditions, 2004.
- Con Monique Gosselin-Noat, Nathalie Sarraute et la représentation, Roman 20-50, 2005.
- Con Laurent Zimmermann e Georges Didi-Huberman Penser par les images : Autour des travaux de Georges Didi-Huberman, Éditions Cécile Defaut, 2006.
- In Eva Ahlstedt et Catherine Bouthors-Paillart (dir.), Marguerite Duras et la pensée contemporaine,« L'univers quantique de Marguerite Duras et la critique des dispositifs », Romanica Gothoburgensia, 2008.
- In Pierre Piret (dir.), La littérature à l'ère de la reproductibilité technique. Discours, image, dispositif, « La pantomime comme réponse théâtrale aux nouvelles images dans la seconde moitié du XIXe siècle », L'Harmattan, 2008.
- Arnaud Rykner (dir.), Pantomime et théâtre du corps. Le jeu du hors-texte, Presses Universitaires de Rennes, 2009.
- Les Mots du théâtre, Presses Universitaires du Mirail, 2010.
- Corps obscènes, Orizons, 2014.
- Nathalie Sarraute, Tropismi, traduzione di Oreste Del Buono, postfazione di Arnaud Rykner, Nonostante, 2016.

### Regia
- Tropismes tratto da Nathalie Sarraute, Cie Théâtre de l'Escalier, Théâtre du Maillon - Strasbourg (Festival "Turbulences"), 1995.
- Aucun regard di Dominique Hubin, Cie Théâtre de l'Escalier, Théâtre National de Toulouse/Théâtre de la Cité - Toulouse, 1999.
- Les Aveugles di Maurice Maeterlinck, Cie Théâtre de l'Escalier, Théâtre National de Toulouse/Théâtre de la Cité - Toulouse, 2001.
- Dans la solitude des champs de coton di Bernard-Marie Koltès, Compagnie Les Vagabonds, Théâtre Du Pave – Toulouse, 2010.